# 阿尔穆尼亚德塔胡尼亚
阿尔穆尼亚德塔胡尼亚，是西班牙卡斯蒂利亚-拉曼恰瓜达拉哈拉省的一个市镇。总面积21平方公里，总人口111人（2001年），人口密度5人/平方公里。